# Bitwa na Śmiłowym Polu
Bitwa na Smiłowskim Polu (Bitwa na Śmiłowym Polu, Bitwa pod Śmiłowem) – starcie pomiędzy wojskami saskimi i obodrzyckimi wspierającymi Henryka Gotszalkowica a oddziałami plemion obodrzyckich i wieleckich przeciwnych władzy Henryka. Odbyła się ona wiosną lub wczesnym latem, najprawdopodobniej w roku 1093  lub 1105   w zachodniej części Księstwa Obodrytów. Zwycięstwo doprowadziło do spacyfikowania poszczególnych plemion i ugruntowało władzę Henryka w księstwie.

## Tło
Henryk, syn Gotszalka, był lennikiem Kruta, księcia Obodrytów, jednocześnie, jako prawowity dziedzic tronu, rościł sobie pretensje do władzy w księstwie. Krut, wiedząc o tym, szukał sposobu by podstępnie zabić Henryka. Prawdopodobnie w roku 1090  lub na wiosnę 1105   (być może pod pozorem uroczystości pożegnalnej przed deklarowaną przez Henryka krucjatą ) zaprosił on podstarzałego księcia na ucztę. Tam, w porozumieniu z młodą żoną Kruta – Sławieną  (Sławiną  ), podstępnie zgładził Kruta (zabitego toporem przez Duńczyka z drużyny Henryka) i wielu jego stronników. Dla przypieczętowania objęcia władzy Henryk wziął chrześcijański ślub z wdową po Krucie   . Wcześniej  lub wkrótce po przejęciu władzy   Henryk porozumiał się z księciem saskim Magnusem, który, w zamian za uznanie przez Henryka zwierzchnictwa Sasów i wysoki trybut, obiecał mu zbrojne posiłki. Saska armia wyruszyła z pomocą Henrykowi zaraz jak doszły do niej wieści o udanym zamachu. Jednocześnie wieści na temat sposobu przejęcia władzy docierały do poszczególnych plemion obodryckich i wieleckich. W połączeniu z wyznawanym przez Henryka chrześcijaństwem oraz złożeniem hołdu poddańczego Sasom wywołały one niezadowolenie przeradzające się w zbrojny bunt znacznej części z nich   . Plemię Wagrów zostało pobite przez maszerujące wojska saskie, zaś plemię Warnów przez armię Henryka. Pozostałe plemiona ze wschodniej i południowej części kraju zaczęły koncentrować wojska i maszerować na Henryka .

## Bitwa
Nie jest jasne jak długo po zamachu odbyła się sama bitwa. Mogło to być w przeciągu miesiąca do kilku miesięcy po śmierci księcia Kruta  lub nawet trzy lata później . Część wojsk saskich pod dowództwem księcia Magnusa stanęła przeciwko maszerującym wojskom plemion obodryckich na Smiłowskim (Śmiłowym) Polu (Smilowopolu). Leżało ono w zachodniej części księstwa Obodrytów  (w pobliżu dzisiejszego Schmilau w Niemczech ) na skrzyżowaniu szlaków z ziem saskich na obodryckie i z Łużyc w stronę Starogardu Wagryjskiego i Lubeki. 
Według barwnego opisu bitwy przytoczonego przez Michałka książę Magnus spodziewał się rychłego przybycia kawalerii Henryka (prawdopodobnie stacjonującej najdalej kilka godzin drogi od niego), lecz Henryk nie przysłał wojsk (możliwe, że były wtedy zajęte walkami z Ranami pod Lubeką, lecz nie da się tego z posiadanych relacji potwierdzić). Wobec przeważającej przewagi liczebnej Słowian saski książę zdecydował się zastosować taktykę defensywną. Jego kawaleria jedynie prowokowała działaniami zaczepnymi kolejno przybywające oddziały zmuszając je do ataku na pozycję karnej, lepiej uzbrojonej piechoty. Na szczęście dla Niemców poszczególne oddziały plemienne (głównie lekkozbrojna piechota) dochodziły na miejsce bitwy kolejno przez cały dzień, niezorganizowane i pozbawione naczelnego dowództwa. Pewne swej przewagi dawały się one łatwo wciągnąć w bitwę i były kolejno odpierane przez Sasów. Całodzienna bitwa wykrwawiła również saskie wojsko i nawet docierające po południu konne oddziały Sasów w zamieszaniu nie potrafiły przynieść rozstrzygnięcia. Szale przechyliło dopiero wieczorne przybycie zorganizowanej, niezmęczonej bitwą kawalerii Henryka Gotszalkowica. Jej atak spowodował odwrót buntowniczych oddziałów Słowian. Pościg kawalerii zamienił się w rzeź uciekających piechurów .
Zawarty w Kronice Słowian oraz publikacji Barkowskiego opis bitwy jest skromniejszy w szczegóły. Wobec przewagi liczebnej przeciwnika, spodziewając się przybycia posiłków, książę Magnus poprzez wysyłanie posłów do zbuntowanej słowiańskiej armii, pod pozorem podjęcia układów, odwlekał bitwę aż do wieczora. Dopiero widząc nadciągającą kawalerię Sasi przystąpili do frontalnego ataku na siły słowiańskie rozgramiając je  . Idąc za ciosem Henryk, przy pomocy swojej armii i armii saskiej, z czasem podporządkowywał sobie ziemie kolejnych plemion obodryckich i wieleckich .

## Skutki
Bezpośrednim skutkiem wygranej przez Henryka i Magnusa bitwy było poskromienie większości plemion wchodzących w skład Wielkiego Księstwa Obodrytów i ugruntowanie władzy Henryka   . Pokonawszy później (nie jest jasne czy wkrótce po bitwie, czy nawet ponad rok później) plemię Ranów oblegające Lubekę nie dostąpił on już znaczącego oporu. Jednakże dalekosiężnym skutkiem bitwy była utrata znaczenia i niezależności księstwa Obodrytów (zajmującego wtedy znaczny obszar ekumeny Słowian połabskich). Henryk jeszcze przed zamachem zawarł z Magnusem traktat, w którym, po przejęciu władzy, zobowiązał się złożyć hołd lenny saskiemu władcy, zapłacić wieki trybut i płacić stały wysoki podatek. Dodatkowo Magnus wymusił na Henryku dodatkowy wielki trybut za śmierć tylu saskich wojowników (straty Sasów były rzeczywiście znaczne). Henryk lojalnie przez całe panowanie wypełniał te warunki. Przez to państwo Obodrytów przez całe panowanie Henryka nie doznało żadnego poważnego najazdu ze strony Niemiec, lecz jako wasal Saksonii straciło znaczenie na arenie międzynarodowej, a olbrzymie trybuty i podatki znacznie osłabiły jego ekonomię .